# 진남표
진남표(陳南杓, 1947년 2월 10일~)는 대한민국의 정치인으로 제1·2·3·8대 전라북도 고창군의원이다. 전라북도 고창군 출생이다.

## 학력
- 전주대학교 대학원 지역개발학과 졸업

## 경력
- 고창군의회 제1·2·3·8대 군의원
- 고창군의회 의장
- (사)애항운동본부장
- (사)동학농민혁명 기념사업회 회장
- 고창장학재단추진위원회 위원장
- 모양성복원위원장
- 부창대교 건설추진위원장
- 모양성보존회 회장
- 청소년상담복지센터장
- 전북경제살리기 고창본부장

## 역대 선거 결과
|  | 25.8% |

|  | 20.56% |

|  | 49.23% |

|  | 23.92% |

|  | 44.36% |

|  | 17.25% |

|  | 22.93% |

|  | 20.37% |